# Dirk Valkenburg

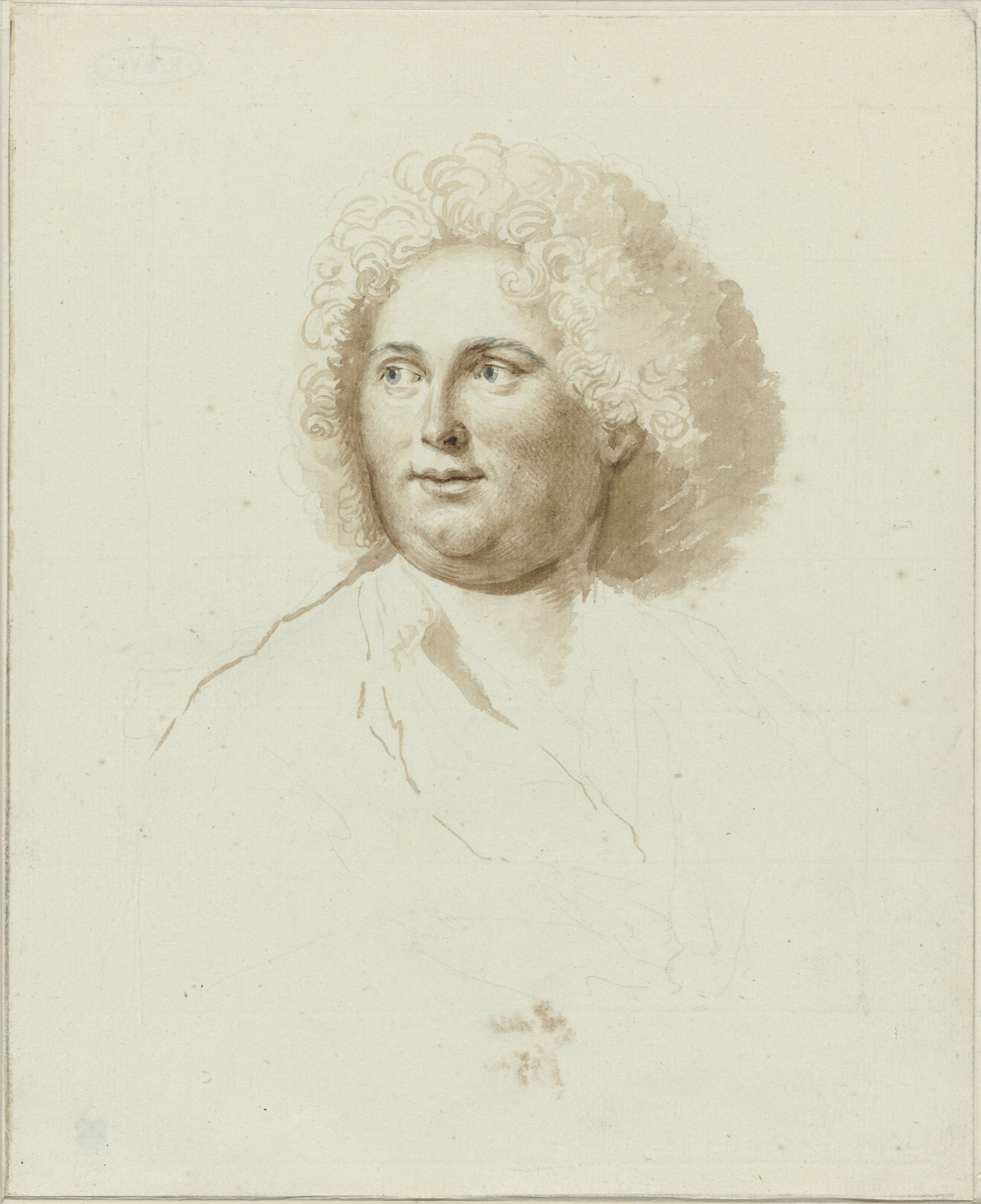
Zelfportret van Dirk Valkenburg

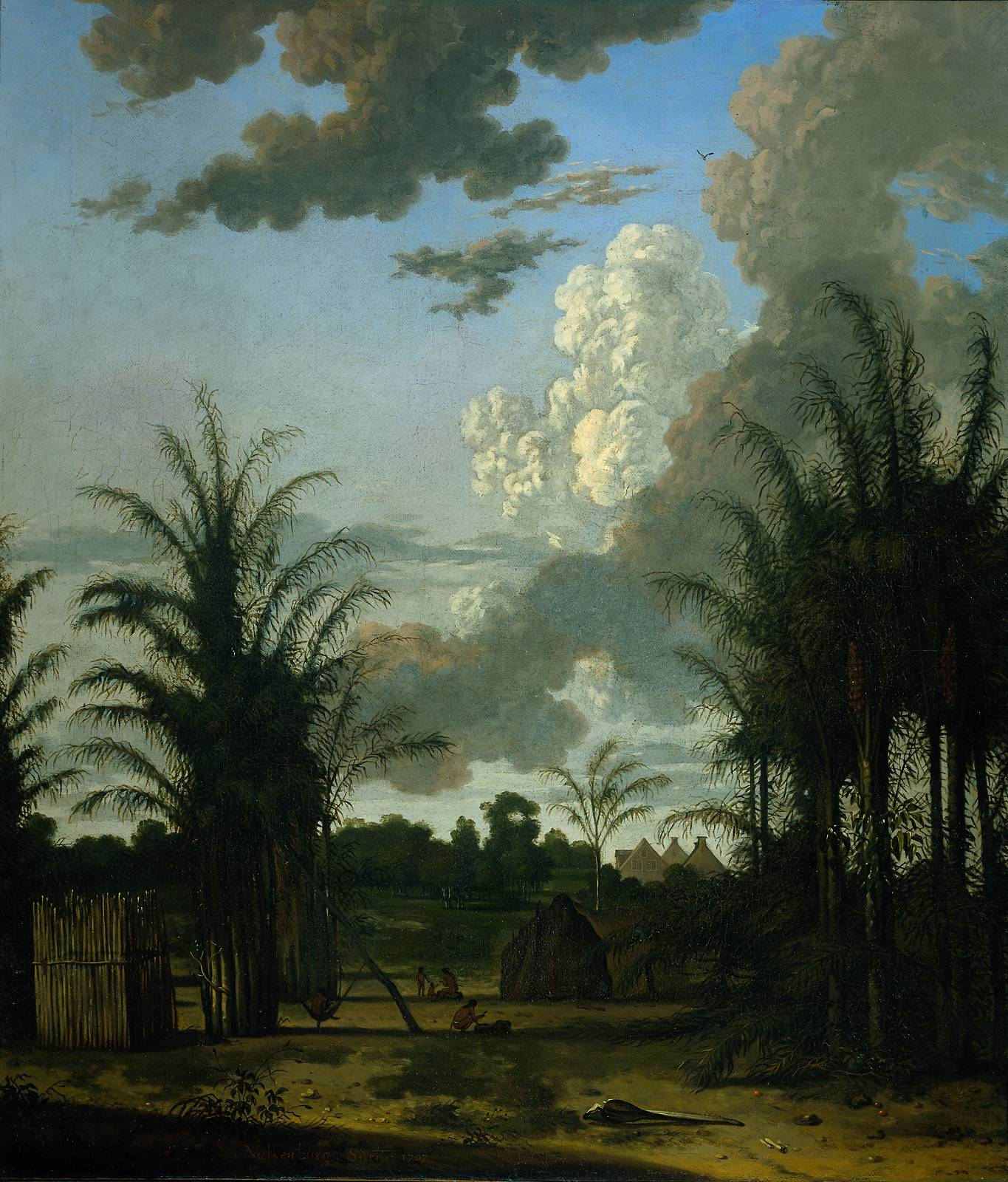
Plantage in Suriname door Dirk Valkenburg, 1707

Dirk Valkenburg (Amsterdam, 17 februari 1675 - aldaar, 2 februari 1721) was een schilder van vogels, bloemen, jachtstukken, en landschappen.

## Biografie
Mogelijk was hij de begaafde zoon van een schoolmeester. Hij zou les hebben gehad van Michiel van Musscher tot zijn vader een aanstelling kreeg in Kampen. Hij kreeg les van de burgemeester van Vollenhove, die zijn opleiding en schildersbenodigdheden betaalde. Vervolgens ging Valkenburg twee jaar in de leer bij Jan Weenix. Op eigen benen schilderde hij schoorsteen- en bovendeurstukken in Gelderland en Overijssel.
In 1696 ging hij op reis naar Duitsland en trof baron Johann Anton Knebel von Katzenelnbogen, bisschop van Eichstätt. Een aanbieding om bij Lodewijk Willem van Baden-Baden in dienst te treden wees hij af, omdat hij naar Rome wilde. Nadat hij in Wenen voor Johan Adam Andreas van Liechtenstein een aantal werken had geschilderd, besloot hij terug te keren.
Terug in Nederland werkte hij voor Stadhouder Willem III aan de verfraaiing van Paleis het Loo. Valkenburg kreeg twaalf flessen Bourgogne geschonken. Een verzoek om dienst te treden bij Frederik I van Pruisen wees hij opnieuw af. Toen hij een boze Xantippe had getrouwd, besloot Valkenburg in te gaan op een aanbieding van Jonas Witsen.
Jonas Witsen stuurde Dirk Valkenburg naar Suriname om — naast zijn administratieve plichten — zijn nieuwe bezit, zeldzame vogels en planten te schilderen. Witsen leende hem 200 gulden en Valkenburg gaf drie stillevens in onderpand.
In 1706 bestond de plantagebevolking uit drie blanken (waaronder Valkenburg) en 148 slaven. Valkenburg kwam na twee jaar doodziek terug.
Sinds 2010 werkt de Nederlandse kunstenaar Willem de Rooij aan de eerste monografische publicatie over het leven en werk van Dirk Valkenburg.

## Bron
- De nieuwe Schouburg der Nederlantsche Kunstschilders en Schilderessen

- Bibliothèque nationale de France: cb149597023 (data)
- Biografisch Portaal: 22879206
- Digitale Bibliotheek voor de Nederlandse Letteren: valk050
- Gemeinsame Normdatei: 13717232X
- International Standard Name Identifier: 0000 0000 8002 2496
- Nederlandse Thesaurus van Auteursnamen: 316315958
- RKD-Nederlands Instituut voor Kunstgeschiedenis: 79070
- Union List of Artist Names: 500012082
- Virtual International Authority File: 71663808
- WorldCat: E39PBJtH7Fw3MR9hBjfdk6VXBP